# スキマスイッチ TOUR 2010 "LAGRANGIAN POINT"
『スキマスイッチ TOUR 2010 "LAGRANGIAN POINT"』（スキマスイッチ・ツアー 2010 ラグランジュ・ポイント）とは、日本の音楽ユニット、スキマスイッチの2枚目のライブ・アルバムである。2010年11月24日に発売された。

## 解説
- 2010年1月12日から4月25日まで開催された[3]スキマスイッチの全国ツアー「スキマスイッチ TOUR 2010 "LAGRANGIAN POINT"」の中から、4月20日・21日に開催された中野サンプラザ（東京都中野区）での追加公演[4]の21日のライブ音源を収録[2]。同公演のライブDVD『スキマスイッチ TOUR 2010 "LAGRANGIAN POINT"THE MOVIE』との同日発売[5][6]。
- 初回生産限定盤・通常盤の2種同時発売。初回生産限定盤の特典は以下のとおり[7]。
  - スリーブケース仕様
  - 高品質CDBlu-spec CD採用
  - ボーナストラック「encore「光る」」収録
  - メンバー常田真太郎によるセルフライナーノーツ封入
  - ライブDVD『スキマスイッチTOUR 2010 "LAGRANGIAN POINT"THE MOVIE』との連動特典応募券封入

## 収録曲
収録内容は、スキマスイッチのオフィシャルウェブサイトのディスコグラフィより。

### Disc-1
1. ラグランジュポイントのテーマ
2. フィクション
3. ガラナ
4. 雫（しずく）
5. アカツキの詩
6. ムーンライトで行こう
7. レモネード
8. ためいき
9. ボクノート
10. Aアングル
11. Bアングル
12. 8ミリメートル
13. 藍

### Disc-2
1. 病院にいく
2. 飲みに来ないか
3. 双星プロローグ
4. デザイナーズマンション
5. ゴールデンタイムラバー
6. 全力少年
7. SL9
8. 虹のレシピ
9. 光る
  - Bonus Track（初回生産限定盤のみ収録）

## バンドメンバー
- 大橋卓弥  –  Vocal, Guitar
- 常田真太郎  –  Piano, Rhodes, Chorus
- 村石雅行  –  Drums
- 種子田健  –  Bass
- 石成正人  –  Guitar, Mandolin, Chorus
- 大島俊一  –  Keyboards
- 松本智也  –  Percussion, Chorus
- 本間将人  –  Sax, Flute, Keyboards, Chorus
- 田中充  –  Trumpet, Flugelhorn, Chorus